# アグラエ・ド・ポリニャック

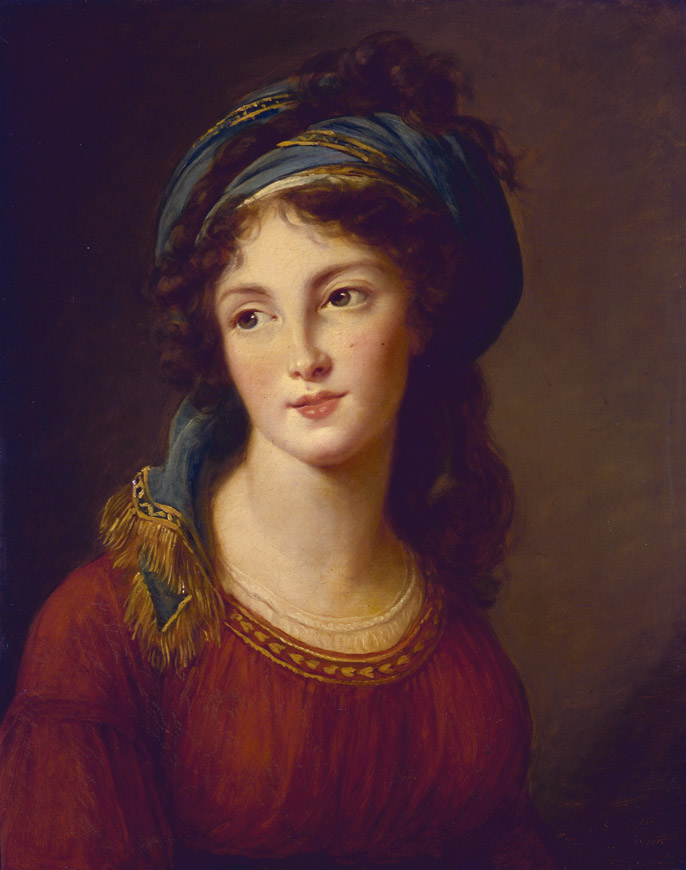
ギシェット、ヴィジェ＝ルブラン画、1794年

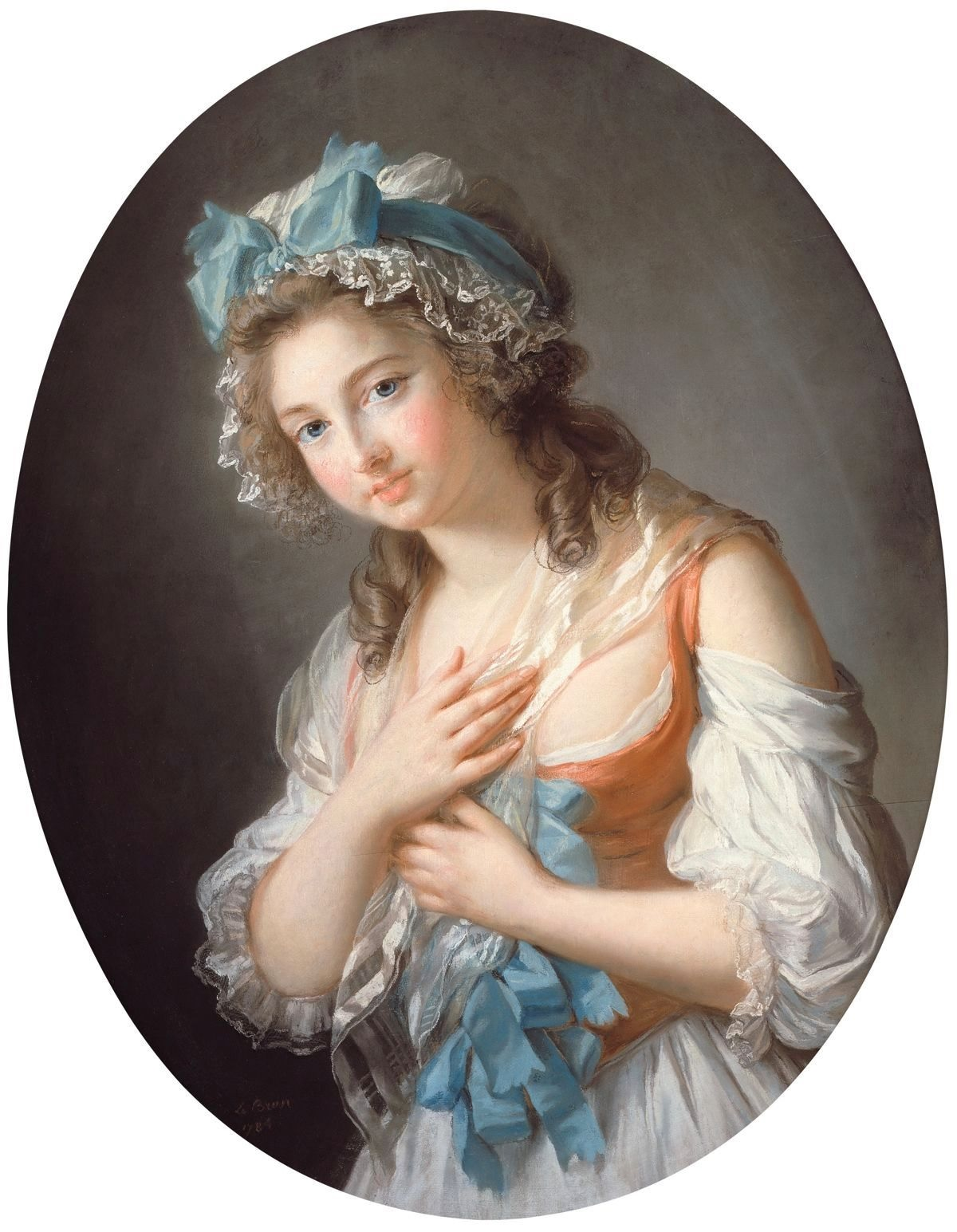
ギシェット、ヴィジェ＝ルブラン画

アグラエ・ルイーズ・フランソワーズ・ガブリエル・ド・ポリニャック（Aglaé Louise Françoise Gabrielle de Polignac、1768年5月7日 ヴェルサイユ宮殿 - 1803年3月30日 エディンバラ）は、ブルボン朝末期フランスの貴族女性。ギーシュ公爵夫人、のちグラモン公爵夫人。
王妃マリー・アントワネットの寵臣ポリニャック夫人の長女。宮廷では「ギシェット（Guichette）」の通称で知られた。

## 生涯
ポリニャック夫人と夫のポリニャック伯爵の第1子・長女。両親が公爵に陞爵した1780年の7月11日、わずか12歳のときに、第7代グラモン公爵の甥で後継者のギーシュ公爵アントワーヌと結婚。夫とは13歳の年の差があった。結婚と共に、夫の儀礼称号に因む「ギシェット（Guichette）」の通称で呼ばれるようになる。
通常、宮廷貴族の婚礼時に国王が花嫁に下賜する婚資は6000リーヴルが相場だったが、ルイ16世夫妻がギシェットに用意したのは80万リーヴルと破格のものであり、宮廷の人々の驚きと怒りを呼び起こした。母譲りの美貌に恵まれたギシェットは母同様に王妃のお気に入りであり、母や叔母のディアーヌ伯爵夫人らとともに王妃主宰のアマチュア劇団の主要な演者の一人であった。
フランス革命勃発後は一族と共に国外に脱出した。1794年、画家ヴィジェ＝ルブランは総裁政府様式の緩やかな衣服をまとい、青いターバンを頭に巻いたギシェットの肖像画を描いた。画家の回想録によれば、「…私は偶然ギーシュ公爵夫人と再会した。彼女の愛くるしい顔立ちは以前と全く変わりがなかった」。
1803年、ギシェットは最終的な落ち着き先だったエディンバラの自宅で火事に遭い、焼死した。

## 子女
夫との間に3人の子をもうけた。
- コリサンド・アルマンディーヌ・レオニー（1782年 - 1865年） - 1806年第5代タンカーヴィル伯爵チャールズ・ベネット（英語版）と結婚
- アントワネット・ガブリエル・アグラエ（1787年 - 1842年） - 1805年アレクサンドル・リヴォーヴィチ・ダヴィドフ（英語版）と結婚（のち離婚）、1831年デ・ラ・ポルタ伯爵オラース・セバスティアニと再婚
- アントワーヌ・ジュヌヴィエーヴ・エラクリュス・アジェノール（1789年 - 1855年） - 第9代グラモン公爵

## フィクション
- 池田理代子作の漫画・アニメーション『ベルサイユのばら』（1972年 - 1973年）では、アグラエは「シャルロット」と名を変えられて登場し、（実際よりもはるかに年齢差があるように描かれた）ギーシュ公爵との結婚を拒んで母の面前で自殺する。また、ロザリー・ラモルリエールとは異父姉妹の関係にあるという設定となっている。
- シャンタル・トマ（フランス語版）の小説『王妃に別れをつげて（フランス語版）』（2002年）では、「グラモン夫人（Madame de Gramont）」の名前で登場する。